# Dino Rora
Chiaffredo Rora, detto Dino (Torino, 5 marzo 1945 – Brema, 28 gennaio 1966), è stato un nuotatore italiano, primatista europeo dei 100 m. dorso e tragicamente perito nel disastro aereo di Brema del 28 gennaio 1966.

## Carriera
Specialista del dorso (100 e 200 m) ma attivo anche nello stile libero. 
Nel 1961 ha vinto i suoi primi titoli italiani e ha esordito in nazionale nell'incontro Ungheria-Italia, per poi vestire la maglia azzurra altre 14 volte tra il 1961 e il 1965. L'anno dopo si è dimostrato il miglior dorsista italiano vincendo tutti i titoli nazionali in entrambe le distanze; ha partecipato come riserva ai campionati europei di Lipsia del 1962.
Più volte detentore del record italiano dei 200 m, col miglior tempo di 2'18"6 realizzato a Sanremo nel 1963. A Spalato nel 1963 ha battuto il record europeo (quarto italiano nella storia, dopo Angelo Romani, Paolo Pucci e Fritz Dennerlein) dei 100 m con il tempo di 1'01"9.
Ai Giochi del Mediterraneo di Napoli del 1963 ha conquistato la medaglia di bronzo nei 200 dorso e la medaglia d'oro nella staffetta 4x100 mista assieme a Cesare Caramelli, Giampiero Fossati e Massimo Borracci. Nel 1964 si è aggiudicato altri sei titoli nazionali.
Ha partecipato ai Giochi della XVIII Olimpiade a Tokyo, giungendo quinto nelle semifinali dei 200 m dorso e settimo in finale con la staffetta 4x100 mista con Gian Corrado Gross, Giampiero Fossati e Pietro Boscaini. Anche nel 1965 ha avuto successo, vincendo otto titoli italiani tra individuali e staffette per un totale di 8 titoli nazionali nei 100 m dorso (4 assoluti e 4 primaverili) e 7 nei 200 m (5 assoluti e 2 primaverili). Ha contribuito alla vittoria dell'Italia nel "sei nazioni" di Roma sulla Gran Bretagna, Svezia, Paesi Bassi, Germania Ovest e Francia.
È deceduto a 21 anni ancora da compiere nella tragedia di Brema del 28 gennaio 1966, dove persero la vita tutti i componenti della nazionale italiana di nuoto che nella città tedesca dovevano partecipare ad un meeting internazionale oltre all'allenatore Paolo Costoli e al telecronista della RAI Nico Sapio.
Porta il suo nome la piscina della Sisport FIAT a Torino, nonché la società torinese di nuoto e pallanuoto Libertas Dino Rora.
È sepolto nel Cimitero monumentale di Torino.

## Palmarès
| Giochi Olimpici         | 200 m dorso                | 4×100 m mista                |
| 1964 Tokyo Giappone     | elim. in semifinale 2'16"7 | 7º - 4'10"3 frazione: 1'02"6 |
| Giochi del Mediterraneo | 200 m dorso                | 4×100 m mista                |
| 1963 Napoli Italia      | Bronzo 2'21"9              | Oro: 4'13"2                  |

### Campionati italiani
15 titoli individuali e 14 in staffette, così ripartiti:
- 7 nei 100 m dorso
- 8 nei 200 m dorso
- 8 nella staffetta 4×100 m stile libero
- 3 nella staffetta 4×200 m stile libero
- 3 nella staffetta 4×100 m mista

nd= non disputati
| Anno | Edizione    | st.libero 200 m | st.libero 4×100 m | st.libero 4×200 m | dorso 100 m | dorso 200 m | mista 4×100 m |
| ---- | ----------- | --------------- | ----------------- | ----------------- | ----------- | ----------- | ------------- |
| 1960 | Estivi      | -               | nd                | 2                 | -           | nd          | -             |
| 1961 | Primaverili | -               | nd                | 1                 | 3           | 1           | -             |
| 1961 | Estivi      | -               | nd                | 2                 | 2           | 1           | 2             |
| 1962 | Primaverili | -               | 1                 | nd                | 1           | 1           | 1             |
| 1962 | Estivi      | -               | 1                 | -                 | 1           | 1           | 2             |
| 1963 | Primaverili | 3               | 1                 | nd                | 2           | 2           | -             |
| 1963 | Estivi      | -               | 1                 | 2                 | 1           | 1           | 1             |
| 1964 | Primaverili | -               | 1                 | nd                | 1           | 2           | 3             |
| 1964 | Estivi      | -               | 1                 | 1                 | 1           | 1           | 2             |
| 1965 | Primaverili | -               | 1                 | nd                | 1           | 1           | 2             |
| 1965 | Estivi      | -               | 1                 | 1                 | 1           | 1           | 1             |